# Luzmila Nicolalde
Luzmila Nicolalde Cordero (sinh ngày 1 tháng 6 năm 1957) là một người dẫn chương trình và chính trị gia truyền hình người Ecuador, là Ủy viên Hội đồng hiện tại của đô thị thành phố Guayaquil. Bà là một trong những nhân vật giàu kinh nghiệm nhất trong truyền hình Ecuador, với hơn 36 năm trong ngành.

## Tiểu sử
Luzmila Nicolalde, sinh ngày 1 tháng 6 năm 1957 tại Guayaquil, bước vào thế giới truyền hình năm 13 tuổi, xuất hiện trên bộ phim Panorama của TC Televisión để hát. Sau đó, bà cũng sẽ xuất hiện trên La Discoteca de Pepe Parra, sau đó trên Chispazos, chạy từ năm 1987.
Nicolalde đã có bước đột phá đầu tiên vào chính trị khi được bầu vào Quốc hội Ecuador trong Ecuadorian legislative elections, 2006, đại diện cho Đảng Xã hội Yêu nước. Bà đã bị Tòa án bầu cử tối cao bãi nhiệm khỏi cuộc khủng hoảng lập pháp năm 2007 theo yêu cầu của Tổng thống Rafael Correa để thành lập Quốc hội lập hiến ở Ecuador. Năm 2009, Nicolalde nổi lên như một ứng cử viên chính cho Thị trưởng thành phố Guayaquil cho Đảng Xã hội Yêu nước, và bà tuyên bố ý định điều hành. Tuy nhiên, PSP đã từ chối bất kỳ sự hỗ trợ nào cho Nicolalde, thay vào đó ủng hộ Jaime Nebot cho việc tái tranh cử.

## Trích dẫn
1. 1 2  "24 diputadas representan a 9 partidos en el Congreso". El Comercio (bằng tiếng Tây Ban Nha). ngày 18 tháng 2 năm 2007. Bản gốc lưu trữ ngày 2 tháng 1 năm 2014. Truy cập ngày 1 tháng 1 năm 2014.{{Chú thích báo}}:  Quản lý CS1: bot: trạng thái URL ban đầu không rõ (liên kết)
2. ↑  "Luzmila Nicolalde: Puro cariño". Vistazo (bằng tiếng Tây Ban Nha). ngày 1 tháng 1 năm 2014. Bản gốc lưu trữ ngày 2 tháng 1 năm 2014. Truy cập ngày 1 tháng 1 năm 2014.
3. ↑  "Luzmila Nicolalde, apasionada por la música y la literatura". El Universo (bằng tiếng Tây Ban Nha). ngày 14 tháng 10 năm 2003. Bản gốc lưu trữ ngày 5 tháng 1 năm 2014. Truy cập ngày 1 tháng 1 năm 2014.
4. ↑  "Me considero una gordita feliz". Diario Extra (bằng tiếng Tây Ban Nha). 2012. Bản gốc lưu trữ ngày 2 tháng 1 năm 2014.
5. ↑  "Listado: Los 57 diputados destituidos POR TSE". El Universo (bằng tiếng Tây Ban Nha). ngày 8 tháng 3 năm 2007. Bản gốc lưu trữ ngày 6 tháng 3 năm 2016. Truy cập ngày 29 tháng 11 năm 2014.
6. ↑  "Luzmila Nicolalde es la carta de SP en Guayaquil". El Universo (bằng tiếng Tây Ban Nha). ngày 9 tháng 11 năm 2008. Bản gốc lưu trữ ngày 2 tháng 3 năm 2016. Truy cập ngày 18 tháng 2 năm 2016.
7. ↑  "Nebot tiene su propio movimiento". El Universo (bằng tiếng Tây Ban Nha). ngày 6 tháng 1 năm 2009. Bản gốc lưu trữ ngày 2 tháng 3 năm 2016. Truy cập ngày 18 tháng 2 năm 2016.